# Ekleziologija
Ekleziologija pomeni nauk o Cerkvi, tj. nauk o krščanski Cerkvi (ali Cerkvah).

## Razlaga pojma
Ime ekleziologija izhaja iz grščine prek latinščine: (grško ἐκκλησία; latinsko ecclesia – v pomenu shod, cerkveni shod ali srečanje –  Cerkev). V krščanskem bogoslovju pomeni ekleziologija  preučevanje krščanstva, njegov izvor, odnos do Kristusa , njegove vloge pri zveličanju, cerkveni disciplini ter odnos do poslednjih reči  (eshatologija); pa tudi vlogo in pomen cerkenega vodstva.

### Katoliška ekleziologija
Katoliška ekleziologija se temelji na svetem pismu in ustnem izročilu. Novejša črpa snov zlasti iz okrožnice Pija XII. Divino afflante Spiritu, kakor tudi iz nauka Drugega vatikanskega vesoljnega cerkvenega zbora.